# Zygmunt Surowiak
Zygmunt Surowiak (ur. 1933, zm. 13 października 2020) – polski specjalista w zakresie inżynierii materiałowej, prof. dr hab.

## Życiorys
W 1956 ukończył studia fizyczne w Wyższej Szkole Pedagogicznej, w 1967 obronił pracę doktorską, w 1990 habilitował się na podstawie pracy zatytułowanej Wpływ warunków technologicznych na strukturę i właściwości fizyczne warstw ferroelektrycznych. 22 listopada 1999  nadano mu tytuł profesora w zakresie nauk technicznych.
Był kierownikiem Katedry Materiałoznawstwa Wydziału Informatyki i Nauki o Materiałach Uniwersytetu Śląskiego w Katowicach.
Zmarł 13 października 2020.